# Бжегски окръг
Бжегски окръг (на полски: Powiat brzeski) е окръг в Южна Полша, Ополско войводство. Заема площ от 875,96 км2. Администартивен център е град Бжег.

## География
Окръгът се намира в историческата област Долна Силезия. Разположен е в западната част на войводството.

## Население
Населението на окръга възлиза на 92 455 души (2012 г.). Гъстотата е 106 души/км2.

## Административно деление
Административно окръгът е разделен на 6 общини.
Градска община:
- Бжег

Градско-селски общини:
- Община Гродков
- Община Левин Бжегски

Селски общини:
- Община Любша
- Община Олшанка
- Община Скарбимеж

## Фотогалерия
- Бжег
- Гродков
- Левин Бжегски